# پلاریس (کالیفرنیا)
پلاریس (به انگلیسی: Polaris) یک منطقه ثبت‌نشده در شهرستان نوادا، ایالت کالیفرنیا است. این منطقه در ارتفاع ۱۷۳۶ متری (۵۶۹۵ فیت) از سطح در واقع شده. اداره پست این منطقه از سال ۱۹۰۱ تا ۱۳۲۳ (میلادی) فعال بود. پلاریس در فاصله ۴٫۰ کیلومتری شمال‌شرق-شرق تراکی واقع شده‌است.